# Prunus javorkae
Prunus javorkae är en rosväxtart som beskrevs av Karpati. Prunus javorkae ingår i släktet prunusar, och familjen rosväxter. Inga underarter finns listade i Catalogue of Life.